# Schönfeld (Perleberg)

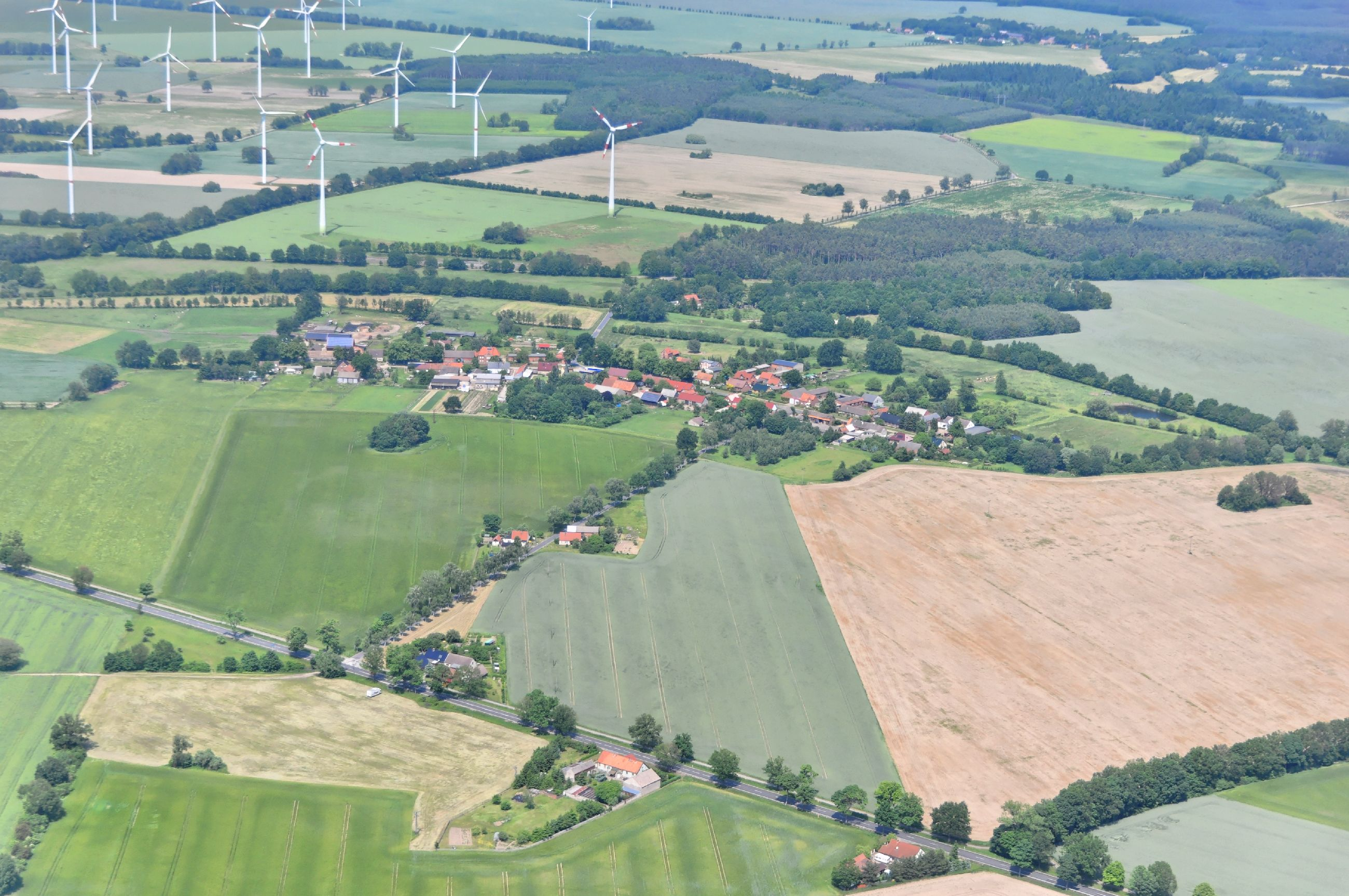
Schönfeld aus der Luft (2013)

Schönfeld ist ein Ortsteil im Norden der Stadt Perleberg im Landkreis Prignitz.

## Geografie
Schönfeld liegt im Norden der Stadt Perleberg. Östlich benachbart liegt der Perleberger Ortsteil Wüsten-Buchholz, im Süden schließt sich der Ortsteil Quitzow an. Im Westen und Norden grenzt Schönfeld an die Gemeinde Karstädt.
Durch das Gebiet von Schönfeld verläuft die Bundesstraße 5.

## Geschichte
Urkundlich erwähnt wurde Schönfeld im Jahr 1312 als sconevelte.
Im 20. Jahrhundert befand sich in Schönfeld ein Haltepunkt der Westprignitzer Kreisringbahn. Deren Betrieb wurde 1975 aufgegeben. Der Güterverkehr auf dem Streckenabschnitt durch Schönfeld wurde 1992 eingestellt und in der Folge die Strecke demontiert.
Am 3. Juli 1972 wurde die Gemeinde Schönfeld nach Quitzow eingemeindet. In die Kreisstadt Perleberg wurde Schönfeld zusammen mit Quitzow am 6. Dezember 1993 eingegliedert.

## Bauwerke
Die Schönfelder Kirche stammt aus dem Mittelalter. Seit ihrer Errichtung wurden an ihr verschiedene Erhaltungs- und Umbaumaßnahmen getroffen, die nicht eindeutig zu datieren sind. Der verbretterte Fachwerkturm wurde vermutlich im 18. Jahrhundert errichtet. Außerdem verfügt sie über eine Glocke aus dem Jahre 1525.

## Einwohnerentwicklung
| Datum         | Einwohnerzahl |
| ------------- | ------------- |
| 1800          | 110           |
| 1817          | 93            |
| 1840          | 142           |
| 1858          | 188           |
| 1895          | 203           |
| 1925          | 220           |
| 1939          | 298           |
| 1946          | 502           |
| 11. Jan. 2011 | 112           |
| 31. Dez. 2012 | 112           |